# Ekkehard Knobloch
Ekkehard Knobloch (* 7. Mai 1940 in Berlin) ist ein deutscher Kommunalpolitiker (CSU, VfG).

## Leben
Knobloch wurde 1940 in Berlin geboren. Bis 1945 lebte er bei seinen Großeltern in Freiburg in Schlesien. Danach floh er mit seiner Familie nach Bayern. Er studierte Rechtswissenschaft und promovierte im selben Fach.
Von 1972 bis 1978 war er stellvertretender Bürgermeister von Gauting. Danach war er bis 2002 Erster Bürgermeister von Gauting. Bei den Wahlen 1978, 1984 und 1990 trat er für die CSU an und 1996 für die „Verantwortung für Gauting (VfG)“.
In seine Amtszeiten fällt der Neubau der Hauptschule und die Erweiterung der anderen Schulen. Auch rief er den Günther-Klinge-Preis ins Leben und investierte in die Gautinger-Sozialstiftung und den Sozialen Wohnungsbau.
Er setzte sich für die Einrichtung der Todesmarsch-Mahnmale im Würmtal und die Errichtung eines Mahnmals auf dem Jüdischen Friedhof in Gauting ein. Im Jahr 1989 lud er Abraham Schul und Zwi Katz nach Gauting ein, um als erste Zeitzeugen über den Todesmarsch zu berichten.

## Auszeichnungen
- 2003: Bundesverdienstkreuz am Bande[5]
- 2004: Bayerische Verfassungsmedaille in Silber
- 2004: Altbürgermeister von Gauting[2]
- 2010: Ehrenbürger von Gauting[6]